# SOS (canción de Stratovarius)
«SOS» es la segunda canción del disco Destiny de Stratovarius de la cual sacaron un videoclip en 1998 dirigido por "Soko Kaukoranta" por la compañía "T&T Records". También se lanzó como EP el 7 de agosto de 1998. Esta canción es una de las más representativas del disco Destiny, la canción ganó a mejor canción de metal y el videoclip a mejor vídeo de metal en Finlandia. Esta canción alcanzó el puesto número 2 en el Finnish chart de Finlandia.

## Lista de canciones
1. «S.O.S.» - 04:15
2. «No Turning Back» - 04:22
3. «Blackout» - 04:10
4. «Years Go By» - 05:14

## Intérpretes
- Timo Kotipelto - Voz
- Timo Tolkki - Guitarra
- Jari Kainulainen - Bajo
- Jens Johansson - Teclado
- Jörg Michael - Batería

## Posicionamiento
| Listas (1998) | Posición |
| ------------- | -------- |
| Finlandia     | 2        |

- Datos: Q850561